# اتوبوس (فیلم‌نامه)
اتوبوس نام یک فیلم‌نامه به قلم محمود دولت‌آبادی می‌باشد. این اثر در سال ۱۳۶۰ نوشته و در سال ۱۳۷۲ منتشر شد.
- به گفته دولت‌آبادی : سال ۵۹ بود که یک روز داریوش فرهنگ به اتفاق همسرش سوسن تسلیمی به خانه من آمدند. به توصیه بیضایی از من خواست فیلم‌نامه‌ای بر اساس طرحی که به بیان وی در گذشته به شکل واقعی رخ داده بود بنویسم. در دهات کرمان مردی روستایی اتوبوسی می‌خرد و یک دهاتی دیگر در رقابت با او اتوبوسی دیگر می‌خرد. بنا می‌شود این موضوع بشود دست‌مایه فیلم‌نامه (اتوبوس) که من آن را نوشتم. فیلم‌نامه را داریوش فرهنگ به مدیر شبکه دوم تلویزیون داد، آقای حسن جلایر، ایشان خواند و فیلم‌نامه را پسندید و حتی پیش‌پرداخت هم به من دادند، بعد فیلم‌نامه را به شبکه یک تلویزیون دادند، در آنجا بار دیگر با نام من مخالفت شد. این را داریوش فرهنگ تلفنی به من خبر داد. با این خبر گمان کردم این فیلم‌نامه هم می‌رود کنار (گاواره‌بان) و سربداران، اما چند ماه بعد مطلع شدم فیلمی با همین نام، (اتوبوس)، در جشنواره فیلم فجر به نمایش درآمده است که فیلمنامه‌نویس آن دیگری است! به آن فیلم چند جایزه سیمرغ دادند. اما من تا ۷۲ ساعت دچار سردرد بودم.[۱]

## فیلم
به گفته یدالله صمدی در برنامه تلویزیونی کافه فیلم به تاریخ ۱۳۹۶/۰۷/۲۷ ایشون بدون اطلاع از ماجرای کپی مشابه با فیلم نامه داریوش فرهنگ و محمود دولت آبادی اقدام به تولید و ساخت این فیلم کردند.

## نوشته‌های دیگر
فیلمنامه‌ای همانند از بهرام بیضایی که در همین رابطه و با همین داستان نوشته شده پرونده‌ی قدیمی پیرآباد نام دارد که فیلم فصل پنجم را بر اساس او ساخته‌اند.